# رنگرزی در هند باستان
هندیان باستان علاقه بسیار زیادی به جامه‌های رنگین داشتند و حتی ریش خود را نیز رنگ می‌کردند. در حفاری‌های زیادی که در هند بعمل آمده است، به تکه‌پاره‌های فرش و زیلو نیز زیاد برخورد کرده‌اند که متأسفانه بواسطه قدمت زمان بیشتر رنگهای اصلی آن زائل شده است ولی آزمایشهای مکرر وجود فلز را که حاکی از عمل دندانه دادن بر روی آن می‌باشد به خوبی ثابت می‌کند. در بعضی از متون قدیمی چنین پیداست که هنر چاپ پارچه نیز ابتدا در هند شروع شده است و سپس از آنجا به ایران و سایر نقاط آنروز رفته است. آب و هوای هند آن را مستعد برای تهیه انواع گیاهان رنگدار ساخته است، همچنین نوعی حشره قرمزدانه در روی درخت انجیر هندی بنام نوپال نشو و نما می‌نماید و از قدیم یکی از صادرات عمده هند را تشکیل می‌داده است.